# Jeanne Besnard-Fortin
Pour les articles homonymes, voir Besnard et Fortin.
Jeanne Besnard-Fortin est une artiste peintre figurative (paysages, nus, portraits, scènes intimistes d'intérieur, natures mortes) née le 3 décembre 1892 à Dolus-le-Sec (Indre-et-Loire), décédée le 11 décembre 1978 à Amboise. Son nom demeure tout à la fois attaché aux artistes de Montparnasse, au groupe des Surindépendants, aux artistes d'Alba-la-Romaine et aux artistes du secteur de Pontlevoy.

## Biographie
Jeanne Bathilde Marie Besnard naît à Dolus-le-Sec en 1892, ses parents étant Lucien Hilaire Besnard, mécanicien (1858-?) et son épouse née Bathilde Fortin (1874-?), sans profession. Lucien Besnard est lui-même le cadet des trois fils de René Besnard, fondateur en 1859 dans la commune voisine de Saint-Branchs de l'atelier de mécanique agricole qui inventa et breveta une nouvelle machine à battre, la première du département d'Indre-et-Loire et toujours vue comme l'aïeule des "moissonneuses-batteuses". Lorsque la Société Besnard Frères est mise en liquidation judiciaire en 1895, Lucien quitte la région pour Paris, faisant de Jeanne une enfant de la capitale dès l'âge de deux ans.
Après des études à Tours, puis à Paris, Jeanne, parallèlement à un poste qu'elle occupe au Ministère du travail, s'installe dans un atelier à Montparnasse. Elle épouse François Raust le 26 mai 1917 en la mairie du 12e arrondissement de Paris, expose dans les salons parisiens à partir de 1927, tandis que, se liant d'amitié avec Rudolf Bereny, Ginés Parra (l'un et l'autre feront d'elle un portrait qu'elle conservera), Óscar Domínguez, Julio González, Clovis Trouille, Emmanuel Mané-Katz, son atelier du 12, rue de l'Amiral-Roussin devient l'un des points de rencontres du très cosmopolite milieu artistique de Montparnasse. Dans le chapitre de son livre qu'il consacre à Jeanne Besnard-Fortin, Ramon Vasconcellos confirme: « Son atelier, c'est le rendez-vous de la colonie artistique internationale, c'est le point où se retrouvent des pays, des races diverses. Polonais, chinois, scandinaves, saxons, sud-américains s'y rencontrent en aimable communion spirituelle. Dans son verre, il ne manque jamais le bon vin de la cordialité. Et ceci, dans des temps de nationalisme exaspéré, est une marque à ajouter à l'excellente peintre française ».

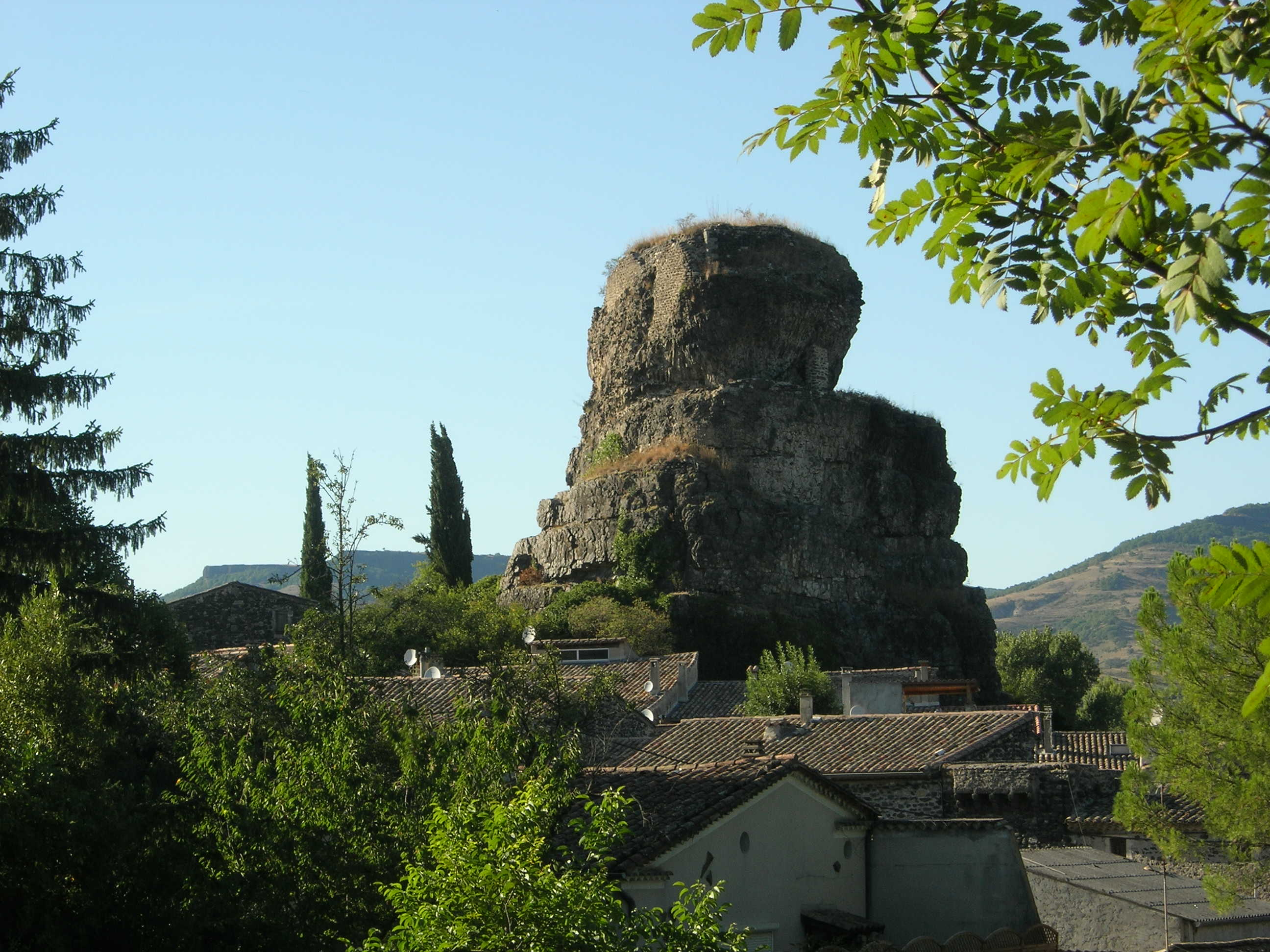
La Roche d'Alba-la-Romaine, aimée de Jeanne Besnard-Fortin

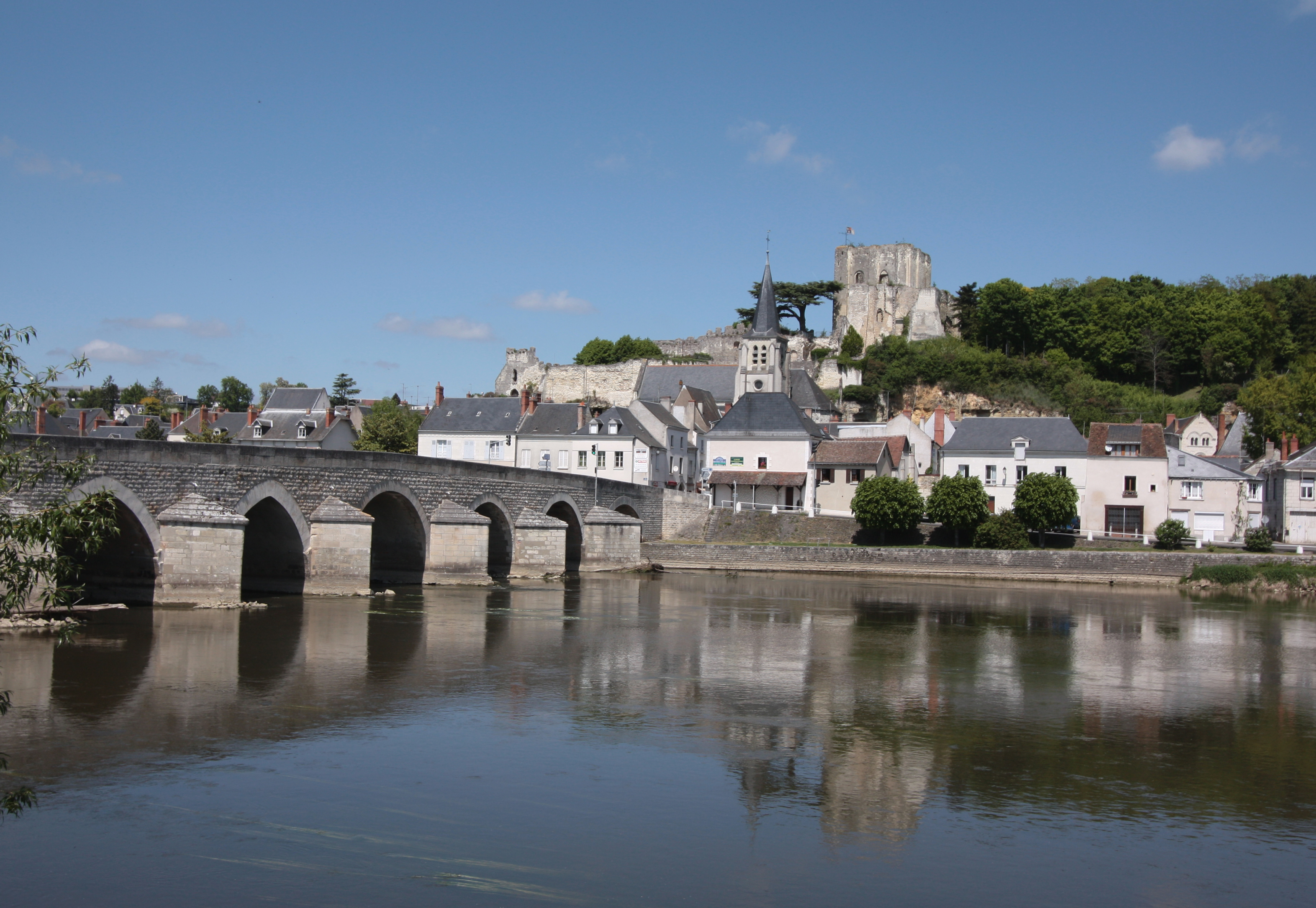
Montrichard

Jeanne Besnard-Fortin, dont l'œuvre porte alors témoignage tant d'événements parisiens que de ses propres villégiatures (pour l'année 1929, la saisie sur le vif des obsèques nationales de Ferdinand Foch côtoie Le Mont-Blanc vu de Chamonix ou encore un Paysage du Massif central) figure ensuite, « en réaction contre le conformisme des salons officiels », avec Mané-Katz, Trouille et González, parmi les initiateurs de la création du groupe des Surindépendants en 1933, expose à la Galerie Carmine en compagnie de Maurice de Vlaminck, Maurice Utrillo, André Lhote, Moïse Kisling et Roland Oudot, s'investit dans le Groupe de l'Amitié (Serge Charchoune, Kostia Terechkovitch, Emmanuel Mané-Katz) dont elle partage les expositions à partir de 1934. Elle revient cependant peindre des paysages dans sa Touraine natale, mais fréquente aussi le sud de la France, faisant l'acquisition d'une maison de vacances à Alba-la-Romaine (Ardèche) dont la grande roche basaltique et les « rues caillouteuses » figureront parmi ses thèmes récurrents.
Après la Seconde Guerre mondiale où elle se réfugie à La Haye-Descartes, elle s'investit dans un ouvrage monumental unique qu'elle achève en 1947, Histoire de la coiffure féminine française et de tout ce qui concerne la tête en général, en deux volumes enrichis en tout de 223 planches constituées de 39 grandes aquarelles et de 1133 dessins originaux. Puis, si l'on trouve toujours son nom parmi les exposants du Salon des indépendants de 1952, Jeanne Besnard-Fortin se fait discrète sur la scène parisienne: choisissant après sa retraite professionnelle de venir s'installer à Montrichard (Loir-et-Cher), elle offre à Jean-Bernard Sandler de voir en elle, à l'instar de Ferdinand Desnos, une figure majeure d'entre les artistes du secteur de Pontlevoy.
Jeanne Besnard-Fortin s'éteint en décembre 1978, quelques jours après son 86e anniversaire, en l'hôpital d'Amboise. Elle repose au cimetière de Montrichard.

## Expositions

### Expositions personnelles
- Richard Morand, commissaire-priseur à Paris, Vente de l'atelier Jeanne Besnard-Fortin, Hôtel Drouot, Paris, 7 juillet 1970.
- Catherine Allemand et Estelle Nguyen (Artus S.V.V.), commissaires priseurs à Paris, Vente de l'atelier Jeanne Besnard-Fortin, Hôtel Drouot, Paris, 18 mai 2016.

### Expositions collectives
- Salon de la Société nationale des beaux-arts, Paris, à partir de 1927.
- Salon des indépendants, Paris, à partir de 1929[5].
- Salon des surindépendants, Paris, 1932, 1933[10].
- Galerie Carmine, Rue de Seine, vers 1933.
- Groupe de l'Amitié, Paris, à partir de 1934.

## Réception critique
- « Tout chemin de perfection impose des exercices spirituels très sévères, et Montparnasse sait que Jeanne Besnard-Fortin ne s'en épargne aucun. Dans son atelier [...], la frivolité est un luxe. Les jours se passent en travail silencieux, constant, sérieux, sans avoir d'autres satisfactions que celles, pures, de l'art, si différentes des spécultationbs lucratives. » - Ramon Vasconcellos[7]
- « Besnard-Fortin est si modeste [...] qu'on la pourrait croire orgueilleuse, à moins de bien connaître son œuvre, de quoi se dégage tant de simplicité dans la plus noble, la plus fervente aspiration à la grandeur. » - André Salmon[8]

## Collections publiques
- Fonds national d'art contemporain, Puteaux, Nature morte, huile sur toile 54x65cm, 1929[11].
- Musée des beaux-arts de Tours.

### Bibliophilie
- Jeanne Besnard-Fortin, Histoire de la coiffure féminine française et de tout ce qui concerne la tête en général, deux volumes (vol.1 : Des Gauloises à la Révolution ; vol.2 : De la Révolution à 1900), en tout 223 planches constituées de 39 grandes aquarelles originales et de 1133 dessins originaux, 1947 (présentation en ligne).